# 李祖法
李祖法，JP，英文名 Tsu-fa Lee，中华民国及香港保险业企业家、社交名人，最早经营现代人寿保险业的华人。

## 生平
生于上海，祖籍浙江宁波府镇海县，出自著名财阀小港李家，是家族中第四代“祖”字辈，上海滩大资本家原任上海总商会会长李云书之子。《胡适日记》中胡适在台湾于1961年记其兄为李祖申（又作李组绅），是矿业大亨，曾斥资开办南开大学矿科；与李祖萊、李祖韩、李祖涵等七八民国名人同出一家又是同辈；胡适并提及自己北大门生旅行家李孤帆（又作李平）也是李家“祖”字辈。
早年就读于上海圣约翰大学，后赴美国留学，1919年（另有载1918年）毕业于耶鲁大学获得学士学位。回国后，任永亨人寿保险公司董事长。
1931年，于上海任美国当时最大人寿保险企业西方人寿保险公司（英文 Occidental Life Insurance Company，今存美国北卡罗来纳州罗利的西方保险公司大厦收录入美国國家史蹟名錄，今为泛美集团）在华总代理人，业绩显著。1941年，太平洋战争爆发，美国企业因战乱在华停业。李氏将所有投保客户个人资料保存。二战后，李氏耗时数年追寻客户下落，仍兑现战前客户承诺，因信誉而闻名保险业。1947年，美国西方人寿保险公司在香港开设其亚洲总部，李氏移居香港，再任总经理。在香港与船王董浩云相知交，董称李氏为兄。1957年在香港入英国籍。
是香港太平绅士，香港中文大学元老之一，1971年至1978年任香港中文大学校董會董事長。

## 家庭
李氏曾三娶，首妻唐瑛，是上海社交名媛，传为南宋名吏唐仲友之后人，后因性格不合离异，唐改嫁容顯麟，是香港渣打買辦容翼庭之子，其侄兒容永道為香港知名會計師。。二妻艾瑟尔·陈（英文 Esther Chan），三娶胡彩琪。
独子李名觉，唐瑛所出，為美国舞台艺术大师，曾获美国国家艺术勋章。妻Elizabeth Rapport。育有三子，汝安，汝瑛，汝名。李氏祖孙三代均毕业于美国耶鲁大学。